# Pompilopsis tarsalis
Pompilopsis tarsalis là một loài bướm đêm thuộc phân họ Arctiinae, họ Erebidae.